# Georgiere
Georgiere, eller kartvelere (georgisk: ქართველები, tr. kartvelebi) er et folkeslag, der bl.a. har det tilfælles, at de taler det kartveliske sprog georgisk.

## Historisk
Georgiere hed i antikken iberer. De fleste forskere er enige om, at østgeorgisk kongedømmet Kartlien (Iberien) i den østlige del af det nuværende Georgien i første halvdel af det 4. århundrede antog kristendommen som officiel religion. Navnet "georgier" stammer fra persisk "wurgan/gurgan" (Ulv). Georgiere selv kalder sig for "kartveli". De fleste georgiere er georgisk-ortodokse.